# Velyki Sorotchintsy
Velyki Sorotchintsy (en ukrainien : Великі Сорочинці, en russe : Великие Сорочинцы ou Большие Сорочинцы), autrefois appelé Sorotchintsy, est un village situé dans le raïon de Myrhorod de l'oblast de Poltava, au centre de l'Ukraine. Son nom peut être traduit par « Grand Sorotchintsy ».

## Histoire

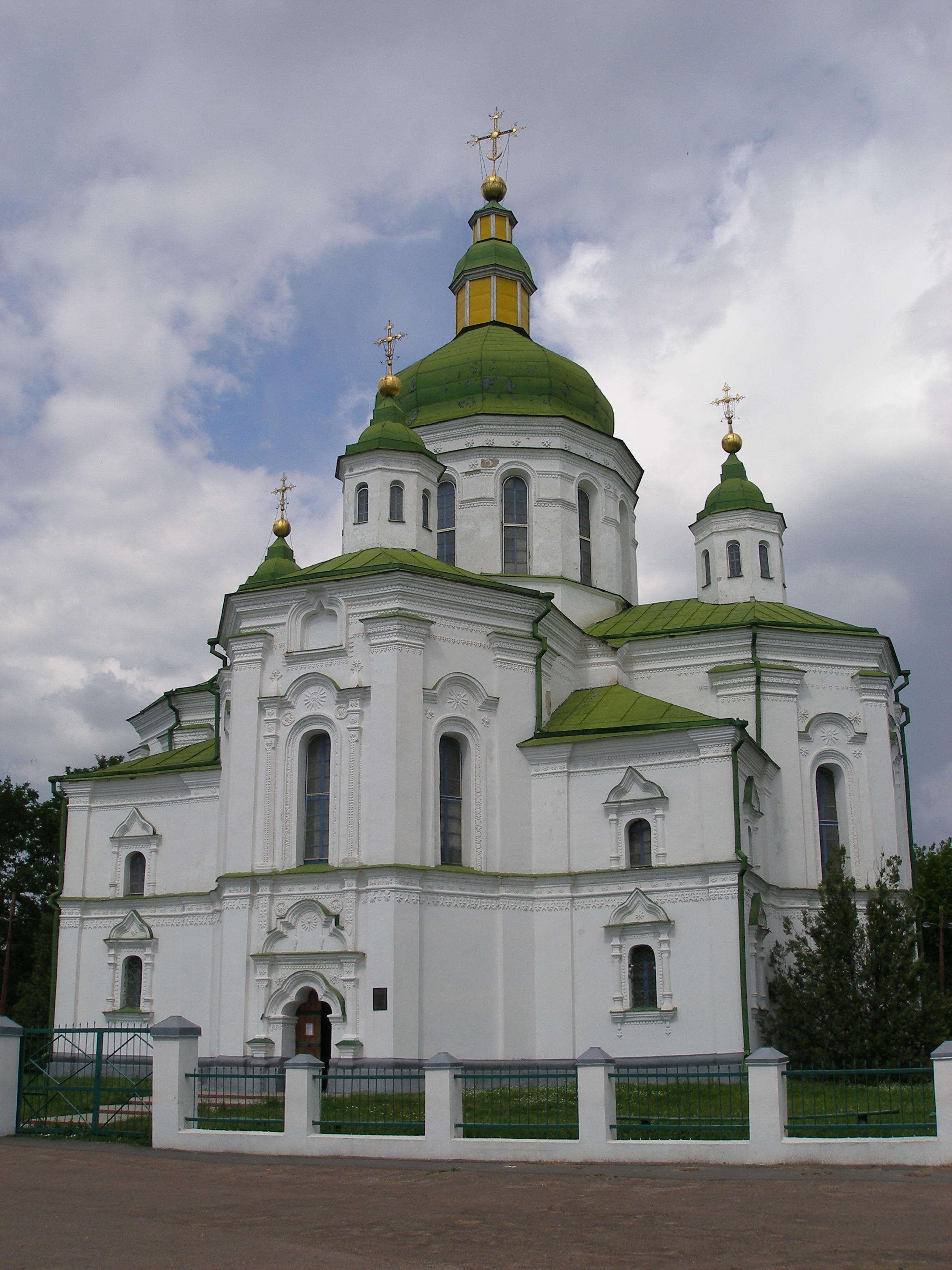
L'église de la Transfiguration, 1732.

## Population
En 2006, le village comptait 4 037 habitants[réf. souhaitée].

## Personnalités
Le village est connu pour avoir été le berceau de l'écrivain Nicolas Gogol et pour être le lieu de l'action de sa nouvelle La Foire de Sorotchintsy (dans le recueil Les Soirées du hameau), du poète Volodymyr Samiylenko.

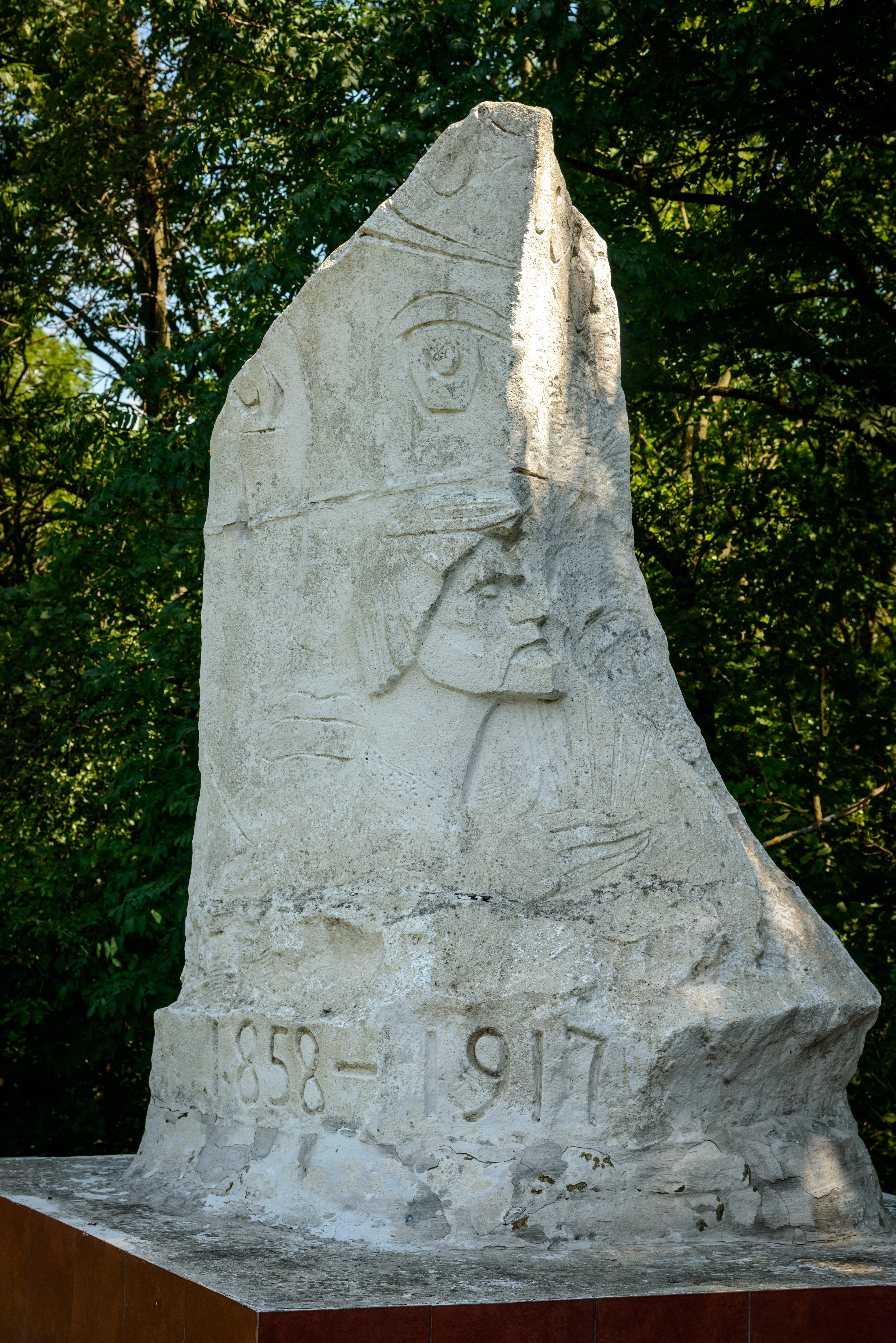
Monument à Mykhaïlo Kravtchenko célèbre kobzar.

## Bâtiment notable
L'église de la Transfiguration possède une iconostase en bois sur sept niveaux.